# Daniel Guldemont
Daniel Guldemont (ur. 27 października 1953 w Montignies-sur-Sambre) – belgijski judoka. Olimpijczyk z Montrealu 1976, gdzie zajął dziewiętnaste miejsce w wadze średniej.
Brał udział w mistrzostwach świata w 1975. Uczestnik turniejów międzynarodowych.

## Letnie Igrzyska Olimpijskie 1976
| Konkurencja | Rundy eliminacyjne    | Klas. końcowa |
| Konkurencja | 1/64                  | Miejsce       |
| ----------- | --------------------- | ------------- |
| 80 kg       | Adam Adamczyk (POL) P | 19.           |